# أنتوني مولينا
أنتوني مولينا (بالإسبانية: Anthony Molina)‏ (13 أغسطس 1990 بليما في بيرو - ) هو لاعب كرة قدم بيروفي في مركزي قلب الدفاع والدفاع. لعب مع Club Deportivo Universidad de San Martín de Porres ‏.

## وصلات خارجية
- أنتوني مولينا على موقع قاعدة بيانات كرة القدم.إي يو (الإنجليزية)